# Piotr Koixevoi
Piotr Kiríl·lovitx Koixevoi (rus: Пётр Кириллович Кошевой) (21 de desembre de 1904 – 30 d'agost de 1976) va ser un comandant militar soviètic, Mariscal de la Unió Soviètica i dues vegades Heroi de la Unió Soviètica (16 de maig de 1944 i 19 d'abril de 1945).

## Biografia
Koixevoi va néixer a Oleksandriia, en el si d'una família de camperols cosacs. El 1920 va unir-se a l'Exèrcit Roig, participant en la Guerra Civil Russa. El 1927 va graduar-se a l'Acadèmia de Cavalleria, ocupant diversos destins de comandament. El 1939 es va graduar a l'Acadèmia Militar Frunze, i abans de la Gran Guerra Patriòtica va servir com a cap d'estat major de divisió amb rang de coronel.
Durant la Gran Guerra Patriòtica va comandar un cos, prenent part en la defensa de Stalingrad, l'alliberament de Crimea i la captura de la Prússia Oriental, amb la ciutat de Königsberg (en aquestes batalles va rebre les seves dues Estrelles d'Heroi de la Unió Soviètica). Va acabar la guerra amb rang de tinent general; i participà en la Desfilada de la Victòria a Moscou al capdavant d'un regiment format per tropes del Tercer Front Belarús.
Després de la guerra va ser Primer Comandant Adjunt del Grup de Forces Soviètiques a Alemanya (1955-57), comandà el Districte Militar de Sibèria entre 1957 i 1960, el Districte Militar de Kíiv entre 1960-65 i el Grup de Forces Soviètiques a Alemanya Oriental entre 1965-69. Afirmava estar orgullós de què mai no havia estat a Moscou. Durant la seva estada a Alemanya va fer molt per enfortir la capacitat operativa del Grup, que «havia d'estar llest en tres dies a arribar a Gibraltar». El 15 d'abril de 1968, juntament amb el general Pavel Batitski, va ser promogut al grau de Mariscal de la Unió Soviètica. A l'octubre de 1969 va ser substituït pel general Víktor Kulikov, ocupant fins a la seva mort la posició honorífica d'Inspector General del Grup d'Inspectors Generals del Ministeri de Defensa.
Petr Koixevoi va morir a Moscou el 30 d'agost de 1976. Va ser el primer dels Mariscals de la Unió Soviètica que no va ser enterrat a la necròpoli de la Muralla del Kremlin, sinó que va ser-ho al cementiri de Novodévitxi.

## Condecoracions
- Heroi de la Unió Soviètica (2)
- Orde de Lenin (5)
- Orde de la Revolució d'Octubre
- Orde de la Bandera Roja (3)
- Orde de Bogdan Khmelnitski de 1a classe
- Orde de Suvórov de 2a classe
- Orde de Kutúzov de 2a classe (2)
- Medalla del Centenari de Lenin
- Medalla de la defensa de Leningrad
- Medalla de la defensa de Stalingrad
- Medalla de la victòria sobre Alemanya en la Gran Guerra Patriòtica 1941-1945
- Medalla del 20è Aniversari de la Victòria en la Gran Guerra Patriòtica
- Medalla del 30è Aniversari de la Victòria en la Gran Guerra Patriòtica
- Medalla per la Conquesta de Königsberg
- Medalla del 30è Aniversari de l'Exèrcit i l'Armada Soviètics
- Medalla del 40è Aniversari de les Forces Armades Soviètiques
- Medalla del 50è Aniversari de les Forces Armades Soviètiques
- Medalla del 60è Aniversari de les Forces Armades Soviètiques
- Medalla del 250è Aniversari de Leningrad